# Irlands grevskap
Irlands grevskap (iriska: contaetha na hÉireann; engelska: counties of Ireland) är en traditionell indelning av Irland och Nordirland med månghundraåriga anor. Totalt finns det 32 grevskap varav 26 stycken ligger i Republiken Irland. Grevskapen blev återupprättade under 1900-talet för att förbättra ordningen för lokalstyret inom de fyra gamla provinserna. De är baserade på distrikt som definierades redan under normandernas tid.
Under senare tid har storleken på grevskapen ändrats och de sex grevskapen i Nordirland har idag ingen administrativ funktion. Grevskapen finns ändå kvar för att styrka tradition samt underlätta organiseringen av idrott.

## Eire
Sex av de 26 grevskapen i Irland har mer än ett administrativt distrikt, vilket gör att det finns totalt 34 enheter på grevskapsnivå. Tipperary blev delat i norr och söder redan år 1898 då grevskapen formellt blev administrativa enheter. Dublin blev delat i fyra (Dun laoghaire-Rathdown, Fingal, South Dublin och City of Dublin) år 1992. Städerna Cork, Galway, Limerick och Waterford utgör egna distrikt.

## Nordirland
I Nordirland genomfördes år 1973 en omfattande reform. De åtta enheterna, sex grevskap och de två distrikten Belfast och Londonderry blev ersatta med 26 distrikt. Flera av dessa behåller de traditionella grevskapsgränserna. De åtta äldre enheterna är än idag bevarade.